# Leonardo (serie de televisión de 2021)
Leonardo es una serie de televisión histórica sobre la vida de Leonardo da Vinci, emitida en 2021 en España bajo el servicio de pago de Amazon Prime Video y posteriormente en RTVE el 3 de junio de 2021. La serie narra la vida de Leonardo da Vinci a través de los obras que le hicieron famoso y las historias que se escondían tras ellos, revelando poco a poco los tormentos interiores de un hombre obsesionado con lograr la perfección.
La serie es coproducida internacionalmente por Sony, Rai Italia, Lux Vide Italia, France Télévisions y RTVE. En marzo de 2021 se confirma que tendrá segunda temporada.

## Sinopsis
En 1506, Leonardo da Vinci, el artista más famoso de su tiempo, es acusado del asesinato de Caterina da Cremona. Interrogado por Stefano Giraldi, un ambicioso oficial del Ducado de Milán, Leonardo comienza a contar su vida a partir del primer encuentro con Caterina en el taller de Andrea del Verrocchio. Giraldi, fascinado por la personalidad del artista, comienza a sospechar que Leonardo puede ser inocente e investiga para descubrir la verdad.

## Episodios
| Estación          | Episodios | Primera TV |
| ----------------- | --------- | ---------- |
| Primera temporada | 8         | 2021       |

## Reparto

### Principal
- Aidan Turner como Leonardo da Vinci.
Brillante artista, hijo ilegítimo de Piero da Vinci.
- Matilda De Angelis como Caterina da Cremona.
La mejor amiga y musa de Leonardo. Leonardo la conoce en Florencia y muestra un interés por ella y su historia dramática, como lo demuestran las cicatrices en su cuerpo. Gracias a Caterina, Leonardo consigue su primer trabajo como aprendiz en el taller del pintor Andrea del Verrocchio. Cuando Leonardo es expulsado del taller, Caterina trabaja para que lo readmitan y gracias a ella el maestro florentino lo vuelve a aceptar. En el primer episodio, ambientado en Milán en 1506, Leonardo es arrestado acusado de envenenar a Caterina da Cremona. Pero de este asesinato, dicen los autores, nada se sabe. Caterina aparece en muy pocos documentos, pero nada se sabe de su vida: solo sabemos que fue ella quien posó para el cuadro perdido Leda con el cisne.
- James D'Arcy como Ludovico Sforza (duque de Milán).
Regente del Ducado de Milán y patrón de Leonardo. Encargó a este último una escultura ecuestre en honor a su padre Francesco Sforza y la realización del fresco de la Última Cena. Se embarcó en una relación adúltera con Catalina de Cremona después de que Bembo la abandonara, y tuvo un hijo ilegítimo, Francesco.
- Alessandro Sperduti como Tommaso Masini.
Un alumno de Andrea del Verrocchio que envidia a Leonardo por su maestría.
- Robin Renucci como Piero da Vinci.
El padre de Leonardo.
- Gabriel Lo Giudice como Marco.
Amigo y aprendiz de Leonardo asesinado por los franceses en Milán.
- Josafat Vagni como Giulio.
Amigo y aprendiz de Leonardo.
- Andrew Knott como Alfonso.
Asistente de Verrocchio.
- Massimo De Santis como Rinaldo Rossi.
Superior de Giraldi.
- Giancarlo Giannini como Andrea del Verrocchio.
El maestro de Leonardo.
- Freddie Highmore como Stefano Giraldi.
Oficial del Ducado de Milán investigando el caso de asesinato que involucra a Leonardo.
- Carlos Cuevas como Salaì (apodo de Gian Giacomo Caprotti).
Amante de Leonardo y primer aprendiz de su taller.
- Giovanni Scifoni como Luca Pacioli.
Fraile que en Milán insta a Leonardo a hacer la Última Cena y que recibirá al hijo de Caterina en secreto.
- Max Bennett como César Borgia.
En nombre de Luis XII llevó a los franceses a conquistar el Ducado de Milán y con el apoyo del Papa comenzó la reconquista de los territorios de Romaña.
- Claudio Castrogiovanni como Ramiro.
Comandante subalterno de Cesare Borgia, es decapitado públicamente por este último como demostración de fuerza.
- Antonio De Matteo como Galeazzo Sanseverino.
Comandante militar y mano derecha del Moro. Comete el asesinato de Thierry, actor francés y amigo de Leonardo, durante la representación del Orfeo. También es sospechoso de envenenar al joven Gian Galeazzo. En Florencia va en busca de Francesco, hijo de Caterina y el Moro, a petición de este último, pero huye durante la ejecución de Leonardo tras las falsas acusaciones recibidas por Stefano Giraldi.

### Recurrente
- Flavio Parenti como Bernardo Bembo.
Embajador veneciano ante el duque de Milán. Se embarca en una historia de amor con Caterina da Cremona ya en florencia y la lleva con ella a Milán, pero después de que Leonardo llegue a la ciudad la abandona para regresar a Venecia, ya que entiende que Caterina nunca lo mirará como mira a Leonardo. Más tarde presenció la supuesta muerte de la mujer.
- Sergio Albelli como Amerigo Benci.
Empresario cercano a los médicos y mecenas de Leonardo.
- Poppy Gilbert como Ginevra de' Benci.
Hija de Amérigo y musa de Leonardo en su retrato. Durante algún tiempo albergó a Francesco, el hijo de Caterina da Cremona, en su casa después del regreso de ella a Florencia.
- Miriam Dalmazio como Beatrice de Este.
Duquesa y esposa de Ludovico Sforza. Encargó a Leonardo que organizara un gran espectáculo sobre el mito de Orfeo. Después de la partida de Bembo de Milán, ella pide y obtiene de su marido que Caterina da Cremona permanezca en la corte como su dama de honor; más tarde la empuja a prostituirse con Ludovico. Va a morir en el parto.
- Edan Hayhurst como Gian Galeazzo Sforza.
Joven duque de Milán, es un niño sensible, apasionado de las aves; se hará amigo de Leonardo y morirá en los brazos de Leonardo en circunstancias poco claras.
- Corrado Invernizzi como Pier Sooderini.
Gonfaloniere de la nueva República de Florencia y cliente de Leonardo y Miguel Ángel para los frescos de la Sala del Gran Consiglio.
- Davide Iacopini como Nicolás Maquiavelo.
Amigo confidente de Leonardo en Imola.
- Maria Vera Ratti como Lisa Gherardini (la musa de Leonardo para La Gioconda).
Musa de Leonardo para la Mona Lisa.
- Pierpaolo Spollon como Michelangelo Buonarroti.
Otro gran artista florentino en fuerte contraste y rivalidad con Leonardo.

## Emisión
La serie fue emitida originalmente el 23 de marzo de 2021 en Rai 1. En España la serie se emitió en la plataforma de pago de Amazon Prime Video y en abierto a través de RTVE, a partir del 3 de junio. En otras partes del mundo, como en el Reino Unido e Irlanda, la serie también se emitió en Amazon Prime Video.  En India, la serie se emitió en SonyLIV; y en Canadá la emisión fue en Telus.
En abril de 2020, comenzó la promoción de la serie, y se lanzó un teaser de la serie. El tráiler oficial fue lanzado en noviembre de 2020. El 25 de marzo de 2021 Rai Libri publicó la novela italiana Leonardo, narrada en primera persona por el personaje de Stefano Giraldi e inspirada en la serie.

## Producción

### Desarrollo
En octubre de 2018 se informó que Frank Spotnitz desarrollaría una serie de televisión centrada en la figura de Leonardo Da Vinci para The Alliance, un grupo de coproducción formado por las emisoras europeas Rai, France Télévisions y ZDF. El presupuesto de la serie es de 30 millones de euros. El 30 de marzo de 2021, se anunció que se renovaría una segunda temporada. 
Spotnitz y el cocreador Steve Thompson desarrollaron la serie a partir de documentos históricos y biografías para ceñirse tanto como fuera posible a la vida de Leonardo; luego construyeron la trama añadiendo elementos de ficción. Cada episodio de la serie se centra en una de las obras de Leonardo. Uno de los objetivos de Spotnitz y Thompson era mostrar el carácter de Leonardo, descrito como un personaje sufrido y atormentado que no se siente aceptado por sus compañeros.

### Casting
En octubre de 2019, Aidan Turner fue elegido como protagonista. En noviembre siguiente se unió al elenco de Freddie Highmore, quien también aparece como productor ejecutivo a través de Alfresco Pictures. En diciembre de 2019 Sony Pictures se unió al proyecto como coproductor y distribuidor internacional,y se anunció que Matilda De Angelis, Robin Renucci y Giancarlo Gianninitambién formarían parte del elenco.

### Rodaje
El rodaje de la primera temporada comenzó en diciembre de 2019 en Formello, donde se construyó uno de los backlots más grandes de Europa. El director de fotografía Steve Lawes usó la luz natural, la luz de las velas y el fuego de chimenea tanto como fue posible para intentar reproducir la iluminación utilizada por Leonardo en sus pinturas. En la primavera de 2020 el rodaje se interrumpió debido a la pandemia de COVID-19. Se retomó en junio de 2020 siguiendo estrictos protocolos anti-COVID y terminó en agosto siguiente. La serie fue dirigida por Daniel Percival, quien dirigió seis episodios, y Alexis Sweet, quien dirigió dos episodios. las escenas fueron rodadas en Tivoli. Las escenas que representan el llamado "Palazzo Sforza" fueron rodadas dentro de Villa d'Este.

### Postproducción
Michelle Tesoro supervisa el montaje, flanqueada alternativamente por Xavier Russell y Lorenzo Fanfani. La música de la serie está compuesta por John Paesano.

## Inexactitudes históricas
Aunque los productores abiertamente declararon que expresamente se habían apartado de la realidad histórica para insertar elementos de fantasía, como la historia relacionada con la acusación de asesinato de Leonardo y el personaje de Caterina da Cremona, la serie de televisión se ocupa de los acontecimientos históricos reales y personajes; por lo tanto, es posible notar muchas diferencias con la historia.

### Primer episodio (episodios 1 y 2)
- La primera parte de la serie está ambientada en 1490 (dieciséis años antes de 1506) y Leonardo se muestra todavía como un alumno de Verrocchio; en verdad Leonardo asistió al taller de este último entre 1468 y 1470, mientras que en 1490 Verrocchio ya había muerto hacía dos años y Leonardo era dueño de su propio taller.
- El proceso de mezcla de colores fue una de las primeras cosas que se enseñaron a los aprendices nada más entrar en el taller, es decir, en edad todavía pueril, mientras que la serie muestra a un Leonardo adulto al que el maestro acerca por primera vez a este proceso, a pesar de que el propio Leonardo ya había pintado en secreto algunas escenas en color antes.
- Leonardo, que inicialmente se muestra como un alumno poco apreciado de Verrocchio, de hecho ya había colaborado con este último mucho antes del Bautismo de Cristo. De hecho, en la pintura Tobiolo y el ángel -que se puede ver en el contexto del estudio del maestro- se han reconocido los detalles del perro y el pez como producción de Leonardo.
- No fue Ludovico il Moro quien fue a Florencia a pedir los servicios de Leonardo, sino el propio Leonardo quien en 1482 se trasladó a Milán enviado por Lorenzo el Magnífico como tañedor de lira y presentó a Ludovico una especie de "currículum" por carta.[19]

- Amérigo de Benci, padre de Ginebra, ya había muerto cuando leonardo comenzó el retrato, y por esta razón no podía mutilar la pintura de la parte inferior. Se truncó en los siglos siguientes probablemente porque las manos estaban irremediablemente desgastadas.[20] Ginebra también había estado casada durante al menos un año con Luigi Niccolini (1474) cuando se encargó el retrato.[21]
- Aunque el recuerdo de la cometa es cierto, como lo cuenta el propio Leonardo, no parece que este último haya sido considerado nunca maldito, ni como recién nacido ni como adulto.[22]
- Bernardo Bembo fue de hecho embajador de Florencia en 1475 bajo el dogo Pietro Mocenigo y en 1478 bajo el dogo Giovanni Mocenigo; en la serie se presenta en su lugar como embajador de Milán y, de acuerdo con su cargo, habría tenido el deber de residir en Milán, mientras que inicialmente lo encontramos en Florencia. Bajo el gobierno de Agostino Barbarigo, a quien nombró inicialmente, Bernardo ocupó otros cargos que no estuvieron en Florencia.
- Bernardo Bembo en el momento del retrato de Ginebra (1474-1478) era un hombre de unos cuarenta años, casado con Elena Marcello y padre de cinco hijos (entre ellos el famoso humanista Pietro Bembo),mientras que en la serie se dice que todavía está soltero.[23]
- No parece ser que Piero da Vinci alguna vez albergara odio hacia su hijo Leonardo, sino que por el contrario lo acogió en su familia y se aseguró de garantizarle un futuro poniéndolo en el taller.

### Segundo episodio (episodios 3 y 4)
- Cuando Leonardo fue a Milán, es decir, en 1482, Beatriz de Este tenía sólo siete años y todavía vivía en Nápoles en la corte del avo materno Ferrante d'Aragona, ni iría a Milán antes de 1491, cuando a la edad de quince años se casó con Ludovico il Moro; en la serie la vemos presente desde la llegada de Leonardo a la corte.[24]
- El duque Gian Galeazzo le declara a Leonardo que detesta la caza; en verdad está documentado históricamente que su mayor pasión era precisamente la caza.[25]
- Durante una cena de la corte vemos a los duques y sus cortesanos comiendo con las manos, pero en realidad los tenedores ya habían estado en uso permanentemente en Italia durante mucho tiempo, a diferencia del resto de Europa donde continuaron usando sus manos, tanto es así que los franceses y el propio rey de Francia serán criticados por los italianos como incivilizados por su hábito de comer con sus manos.[25]
- Como responsable del complot contra Ludovico Sforza se menciona al "Rey Luis de Francia", pero todo el asunto claramente tiene lugar en un período anterior a 1496, y en ese momento el rey de Francia todavía era Carlos VIII. Tampoco hubo intento de envenenamiento por parte de Luis de Orleáns contra Ludovico Sforza.

- Salaì se presenta en la serie como un joven ladrón y vagabundo, mientras que en realidad Salaì entró en el taller de Leonardo como aprendiz a la edad de diez años en 1490 y más tarde fue llamado un "ladrón" por el propio Leonardo debido a sus numerosos marachelles y los pequeños robos que llevó a cabo.[26]
- La serie sugiere que Ludovico Sforza solía maltratar a su esposa Beatriz d'Este; en realidad parece por las fuentes de la época que fue el duque Gian Galeazzo quien pegó a su consorte Isabel de Aragón, mientras que ningún acto de este tipo es atribuible a Ludovico.[27][25]
- Gian Galeazzo murió a la edad de veinticinco años en 1494 y no de niño como se muestra en la serie.

### Tercer episodio (episodios 5 y 6)
- El nacimiento de Beatriz de Este tuvo lugar de una manera sustancialmente diferente a como se muestra en la serie; si bien en realidad Beatrice probablemente pasó por un parto prematuro, dando a luz a un hijo ya muerto y muriendo una hora y media más tarde, en la serie se insinúa que el niño no nace en absoluto. Además, en aquella época el manejo del embarazo y el parto era competencia exclusiva de las parteras, mientras que los médicos casi nunca intervenían y los hombres no estaban permitidos en la sala de partos. La propia Beatriz tuvo su propia partera personal, comare Frasina da Ferrara, quien la asistió durante sus tres partos.[28]
- Si bien es cierto que Ludovico Sforza, destruido por la muerte de su esposa, pensó a partir de ese momento sólo en el embellecimiento de Santa Maria delle Grazie, la Última Cena fue encargada a Leonardo mucho antes de la muerte de Beatriz de Este, o en 1494, y de hecho la propia Beatriz junto con su marido y sus dos hijos fue representada por Leonardo en la pared frente al Salón Superior, en el fresco de la Crucifixión de Donato Montorfano.[29]
- La conquista del Ducado de Milán fue confiada por el rey Luis XII al famoso líder Gian Giacomo Trivulzio, y no a Cesare Borgia como se muestra en la serie.

- Lisa Gherardini declara que llora la muerte de su hija recién nacida de solo seis meses; en verdad no era costumbre en el siglo XV llorar a los niños que murieron niños, como se hacía con los padres u otras personalidades importantes, siendo la mortalidad infantil extremadamente alta.
- Guidobaldo da Montefeltro declara a Cesare Borgia que tiene un hijo, pero en realidad nunca tuvo hijos; de hecho fue acusado de impotencia.[30]

### Episodio Cuatro (episodios 7 y 8)
- Ludovico Sforza tuvo varios hijos, entre los que le sobrevivieron los dos hijos legítimos de Beatriz de Este y al menos tres ilegítimos. Por lo tanto, la existencia de Francisco (hijo de Catalina de Cremona) no habría sido un problema para él -de hecho, en el Renacimiento cada hijo bastardo era una fuente de orgullo- ni los franceses habrían tenido la oportunidad o la razón de usarlo contra él para "reclamar el reino". Fue más bien el propio Luis XII quien reclamó como su posesión el ducado de Milán, siendo descendiente de un Visconti, y fue por las amenazas de esto que los hijos de Luis tuvieron que escapar, ciertamente no las de su padre.[25]
- Galeazzo Sanseverino, después de unos años pasados en la corte imperial en Innsbruck, en 1504 se trasladó a Francia, donde entró en las gracias de Luis XII; incluso se convirtió en Gran Escudero de Francia, y también estuvo en Francia en 1506, mientras que en la serie se muestra en Florencia y de nuevo al servicio de Ludovico Sforza.
- El último intento de Ludovico Sforza de recuperar Milán se remonta a principios de 1500, antes de su encarcelamiento en el castillo de Loches. Los intentos de Galeazzo Sanseverino y del propio emperador Maximiliano I de Habsburgo, ambos de sus parientes, de mediar con el rey de Francia para obtener su liberación fueron en vano. Por lo tanto, nada se podría haber hecho como un gonfaloniere Soderini y, de hecho, en realidad su intervención nunca fue necesaria.

### Errores recurrentes y deficiencias en general
- La barba no estaba en absoluto de moda en esos años en Italia, ni lo sería antes de la primera década de la década de 1500. De hecho, era un símbolo de luto, por lo que casi ninguno de los personajes históricos mostrados en la serie, al menos en lo que respecta a los años anteriores a esta fecha, nunca llevó barbas.
- Los pendientes, que vemos usando muchos personajes femeninos de la serie, de hecho no estaban en absoluto de moda a finales del siglo XV. De hecho, eran prerrogativa de las mujeres de origen oriental, como los griegos de Venecia, y las cortesanas.
- El llamado "Palazzo Sforza" donde la serie muestra a la familia ducal viviendo, en realidad no existe. La residencia principal de los duques de Milán era el Castillo Sforzesco y si había un palacio era el de Arengo, donde vivía el padre de Ludovico, Francesco Sforza. En la época del Moro, sin embargo, la corte ya se había trasladado al castillo y el Palazzo dell'Arengo se utilizaba para oficinas, donde, entre otras cosas, el propio Leonardo mantenía su taller.[25]
- En el escudo de armas situado a las puertas del Castillo de Sforzesco se puede ver el águila imperial y la víbora vizconda como en la época de Luis el Moro, lo que es anacrónico en la fecha 1506, ya que en ese momento Milán estaba bajo los franceses y debería haber sido el escudo de armas de Luis XII, incluyendo la víbora vizconde y los lirios de Francia.
- Entre los estudiantes y colaboradores de Verrocchio se encontraban Lorenzo di Credi (quien heredó el taller), Sandro Botticelli, Perugino, Domenico Ghirlandaio y Filippino Lippi; sin embargo ninguno de ellos es nombrado, reemplazados en la serie por estudiantes ficticios.